# Uncanny
Uncanny es una película de ciencia ficción estadounidense de 2015 dirigida por Matthew Leutwyler y basada en un guion de Shahin Chandrasoma. Se trata de la primera inteligencia artificial "perfecta" del mundo (David Clayton Rogers) que comienza a exhibir un comportamiento emergente sorprendente y desconcertante cuando una reportera (Lucy Griffiths) comienza una relación con el científico (Mark Webber) que la creó.

## Trama
David Kressen, un niño prodigio, se graduó en el MIT hace una década a los 19 años, luego de recibir múltiples títulos en ingeniería mecánica e informática. Desde entonces, no se le ha visto. El día de su graduación, Simon Castle, CEO multimillonario y fundador de Kestrel Computing, se acercó a él. Castle le hizo una oferta imposible de rechazar. David fue a Workspace 18, parte de un programa de inversiones de ángeles intelectuales que Castle hace a individuos de nivel genio para promover la ciencia de alto nivel que practican. Durante los últimos diez años, David ha estado trabajando incansablemente en Workspace 18, perfeccionando su última creación: Adam, una inteligencia artificial que es indistinguible de un ser humano real. Joy Andrews es una reportera contratada por una semana de acceso exclusivo para hacer una serie de entrevistas sobre Adam y su creador. Inicialmente mira al robot con curiosidad, pero a medida que aumentan sus interacciones, Adam parece responder a su presencia. David, a quien inicialmente pensó que era arrogante, emerge como ingenuo, escondiéndose detrás de una existencia formidable. A medida que su amistad se desarrolla y se convierte en algo más, Adam comienza a exhibir un comportamiento emergente peculiar imposible de programar.

## Elenco
- Mark Webber como David Kressen
- Lucy Griffiths como Joy Andrews
- David Clayton Rogers como Adam Kressen
- Rainn Wilson como Simon Castle

## Realización
Uncanny se estrenó en el Festival Internacional de Cine de Santa Bárbara e hizo su estreno internacional en el Festival Internacional de Cine de Edimburgo de 2015.

## Recepción
Ain't It Cool News lo llamó "una especie rara de ciencia ficción reflexiva e independiente". La revista Sight & Sound escribió: "Confiado, elaborado meticulosamente... escrito con brillantez nítida e interpretado con matices perfectos". Justin Lowe de The Hollywood Reporter escribió que el guion "sigue siendo demasiado simplista para involucrarse por completo".